# Gorebridge
Gorebridge è una cittadina di circa 6.400-6.500 abitanti della Scozia sud-orientale, facente parte dell'area di consiglio del Midlothian.

## Geografia fisica
Gorebridge si trova a circa 12 miglia a sud-ovest di Edimburgo..

## Storia
Gorebridge si sviluppò tra il XVII e il XVIII secolo come villaggio minerario.
In seguito, nel XIX secolo, si sviluppò anche come località turistica.

## Monumenti e luoghi d'interesse
- Gore Glen Woodland Park[2]
- Vogrie Country Park[2]

## Società

### Evoluzione demografica
Al censimento del 2011, Gorebridge contava una popolazione pari a 6.411 abitanti
La località ha conosciuto un incremento demografico rispetto al 2001, quando contava una popolazione pari a 6.030 abitanti.